# Quiscale violet
Ptiloxena atroviolacea
Genre
Espèce
Statut de conservation UICN

 LC 3.1 : Préoccupation mineure
Synonymes
- Dives atroviolacea
- Dives atroviolaceus

Le Quiscale violet (Ptiloxena atroviolacea, anciennement Dives atroviolaceus) est une espèce de passereaux de Cuba de la famille des ictéridés.

## Habitat
Le Quiscale violet se retrouve dans divers habitats autre que la forêt. Pendant l’hiver, il fréquente aussi les zones urbaines.

## Nidification
Le nid est placé à la base d’une feuille de palmier ou dans la fourche d’un arbre très feuillu.  À l’occasion ce quiscale niche aussi dans les cavités des arbres ou dans un édifice.  Les œufs sont au nombre de 3 à 4.

## Répartition

Carte de répartition de l'espèce

## Taxinomie
Cette espèce est déplacée du genre Dives à la suite des travaux phylogéniques de Fraga (2011) et Powell et al. (2014).